# Dipoena liguanea
Dipoena liguanea är en spindelart som beskrevs av Claude Lévi 1963. Dipoena liguanea ingår i släktet Dipoena och familjen klotspindlar.
Artens utbredningsområde är Jamaica. Inga underarter finns listade i Catalogue of Life.